# Jan Nawrot
Jan Nawrot (ur. 21 maja 1943 w Łęgu) – polski entomolog, profesor doktor habilitowany.

## Życiorys
W 1967 ukończył studia na Akademii Rolniczej w Poznaniu, w 1977 obronił doktorat, w 1983 habilitował się. W 1992 pracując w Instytucie Ochrony Roślin uzyskał tytuł profesora. Od 1985 kierował Zakładem Entomologii Instytutu Ochrony Roślin, od 1989 był zastępcą dyrektora tego Instytutu. 

## Praca naukowa
Prowadzi badania nad biologią szkodników magazynowych i szkodnikami sanitarnymi oraz nad metodami ich zwalczania, bada również ekologię chemiczną owadów oraz zależności między owadami a naturalnymi produktami roślinnymi i rolę wosków naturalnych w życiu owadów. Jan Nawrot określił aktywność antyfidantną ponad 200 związków naturalnych. Jego dorobek naukowy obejmuje ponad 100 publikacji naukowych, jest współautorem podręcznika oraz poradników fachowych dla służby ochrony roślin. 

## Członkostwo
- Polskie Towarzystwo Entomologiczne (od 1967);
- Komitet Ochrony Roślin Polskiej Akademii Nauk (od 1986);
- Stała Komisja Organizacyjna Międzynarodowych Konferencji Naukowych Ochrony Żywności (od 1990).

## Odznaczenia
- Srebrny Krzyż Zasługi (1984);
- Krzyż Kawalerski Orderu Odrodzenia Polski (2001).